# Großer Wannsee
Großer Wannsee er en sø i bydelen Steglitz-Zehlendorf i den vestlige del af Berlin og er forbundet med floden Havel. Syd for Großer Wannsee ligger Kleiner Wannsee, den første sø i Griebnitzkanalen.
Havel, Großer Wannsee, Griebnitzkanalen, Griebnitzsee og Glienicker Laake omslutter det øformede distrikt Berlin-Wannsee, som ligger vest for Großer Wannsee.
I den nordøstlige del af Großer Wannsee ligger øen Schwanenwerder. Øen Pfaueninsel ligger i Havel lige ved udløbet til Wannsee i nordvestlig retning og kan nås med færge.
Strandbad Wannsee er et fredet friluftsområde, som var et af de mest populære udflugtssteder for Vestberlins befolkning før Murens fald. Under den kolde krig spillede Wannsee en specielt stor rolle som rekreationsområde for den indemurede befolkning i Vestberlin.